# Tmarus staintoni
Tmarus staintoni är en spindelart som först beskrevs av O. Pickard-Cambridge 1873.  Tmarus staintoni ingår i släktet Tmarus och familjen krabbspindlar. Inga underarter finns listade i Catalogue of Life.